# Annke Conradi
Annke Conradi (* 30. August 1965 in Frankfurt am Main) ist eine deutsche Schwimmerin.
Da Annke Conradi von Geburt an eine Cerebral-Parese hat, lebt sie ihre sportlichen Ambitionen im Rahmen des Behindertensports aus. Im Alter von etwa 14 Jahren erlernte sie das selbstständige Rückenschwimmen ohne Hilfsmittel. In den Jahren 1984 bis 1987 nahm sie an verschiedenen Schwimm-Spielfesten teil. Von Mai bis November 1991 erlernte sie im Rahmen des allgemeinen Hochschulsports – unter Einzelbetreuung durch einen Lehramts-Sportstudenten – eine neue Schwimmtechnik: die Rückenkraultechnik mit alternierendem Armschlag. Conradi kam noch mit einer Trainingseinheit pro Woche aus. Ab November 1991 entschloss Conradi sich zum leistungssportlichen Trainingsaufbau und weitete ihr Training auf 2 bis 3 Stunden pro Woche aus. Im März 1993 trat sie in den Schwimmverein DJK Sportbund Regensburg ein. Seit 2010 ist sie Aktive des Schwimmclubs Regensburg.
Seit 1994 nimmt sie an diversen nationalen und internationalen Meisterschaften teil und kann zahlreiche internationale sportliche Erfolge vorweisen. 2000 gelang es Annke Conradi, einen neuen Paralympics-Rekord im Rückenschwimmen über 50 Meter aufzustellen. 2004 wurde sie mit dem Silbernen Lorbeerblatt ausgezeichnet.
Annke Conradi hat einen Abschluss als Diplom-Kauffrau und ist derzeit in der Finanzverwaltung einer Beratungsstelle und Ambulanten Dienstes für Behinderte als Finanzbuchhalterin und Geschäftsführerin tätig.